# Баранівка (Коростенський район)
Барані́вка — село в Україні, у Малинській міській територіальній громаді Коростенського району Житомирської області. Кількість населення становить 220 осіб (2001). У 1923—54 роках — адміністративний центр однойменної сільської ради.

## Географія
Розташоване на лівому березі річки Різня. Біля села виявлено понад 40 давньоруських курганів.

## Населення
У 1864 році в селі налічувалося 646 жителів: 608 православних, 30 католиків та 8 євреїв, у 1880 році — 646 осіб (608 православних, 30 католиків, 8 євреїв), у 1885 році — дворів 102, мешканців 736, у 1887 році — 925 осіб.
Відповідно до результатів перепису населення Російської імперії 1897 року, загальна кількість мешканців села становила 1 297 осіб, з них: православних — 1 263, чоловіків — 650, жінок — 647.
У 1900-му році кількість жителів становила 1 047 осіб, з них: чоловіків — 528, жінок — 519, або 1 022 особи та 205 дворів, у 1959 році — 573 особи, у 1970 році — 432, у 1980 році — 360 осіб.
Відповідно до результатів перепису населення СРСР, кількість населення, станом на 12 січня 1989 року, становила 305 осіб. Станом на 5 грудня 2001 року, відповідно до перепису населення України, кількість мешканців села становила 220 осіб.

### Мова
Розподіл населення за рідною мовою за даними перепису 2001 року:
| Мова       | Кількість | Відсоток |
| ---------- | --------- | -------- |
| українська | 217       | 98.64 %  |
| російська  | 3         | 1.36 %   |
| Усього     | 220       | 100 %    |

## Історія
У 1595—1610 роках — власність пана Барана, на початку 17 століття належало Єльцям. У 1648 році налічувалося 40 димів. Згадується в люстрації Житомирського замку 1754 року як село при містечку Городище, що сплачувало 1 злотий і півтора гроші до замку та 4 злотих і 6 грошів — до скарбу.
В середині 19 століття — село за три версти від Пиріжків, між струмками Різнею та Дідівкою. Належало п'яти поміщикам: Рудзевичу, Сагатовському, Лобачевському, Березовській та Цехановським. Більшість селян були малоземельними, займалися кустарним промислом — виробляли вози, сани, ніжки для стільців. Вироби збували на ярмарках у Білій Церкві, Фастові, Житомирі. У 1861 році в селі відкрито церковно-парафіяльну школу.
Відповідно до Географічного словника Польського королівства та інших слов'янських країн, в другій половині 19 століття село входило до складу Малинської волості Радомисльського повіту, розміщувалося над річкою Дідівка, в 39 верстах від м. Радомисль та 11 верстах від м. Малина. Належало до парафії с. Пиріжки. Землі — 2 413 десятин, здебільшого під лісами та болотами; належала багатьом власникам.
У 1885 році — село Малинської волості Радомисльського повіту Київської губернії, школа, постоялий будинок. У 1887 році в селі були церква, магазин, лавка.
Станом на 1900-й рік — власницьке сільце Малинської волості Радомисльського повіту Київської губернії; належало поміщиці Магдалині Штермер. Відстань до повітового центру, м. Радомисль, становила 45 верст, до волосної управи в містечку Малин, де знаходилась також найближча телеграфна та поштова станція — 12 верст, до найближчої пароплавної станції «Чорнобиль» — 81 верста. Основним заняттям мешканців було рільництво, застосувалася трипільна сівозміна обробітку. Загальна кількість земель — 2 023 десятини: у власности поміщиці, котра господарство в маєтку вела самостійно, 178 дес., селян — 1845 десятин. У сільці було три вітряки та школа. Пожежна команда мала три бочки та чотири багри. За іншими даними, селянам належало 1 812 дес. землі, інша власність — 1 233 дес. — належала раніше кільком власникам, згодом — Синельникову, після чого перейшла до двох селянських товариств, по 849 десятин. Село лежало над Різнею та Дідівкою, православна парафія — с. Пиріжки (за 3 версти).
9 листопада 1921 р., під час Листопадового рейду, через Баранівку проходила Подільська група (командувач — Сергій Чорний) Армії Української Народної Республіки.
У 1923 році село увійшло до складу новоствореної Баранівської сільської ради, котра, від 7 березня 1923 року, включена до складу новоутвореного Малинського району Малинської округи; адміністративний центр ради. 11 серпня 1954 року, після ліквідації Баранівської сільської ради, село передане до складу Головківської сільської ради Малинського району Житомирської області.
5 березня 1959 року, відповідно до рішення Житомирського облвиконкому № 161 «Про ліквідацію та зміну адміністративно-територіального поділу окремих сільських рад області», село передане до складу Пиріжківської сільської ради Малинського району Житомирської області.
12 червня 2020 року, відповідно до розпорядження Кабінету Міністрів України № 711-р від 12 червня 2020 року «Про визначення адміністративних центрів та затвердження територій територіальних громад Житомирської області», територію та населені пункти Пиріжківської сільської ради включено до складу Малинської міської територіальної громади Коростенського району Житомирської області.